# St. Peter (Müllerdorf)

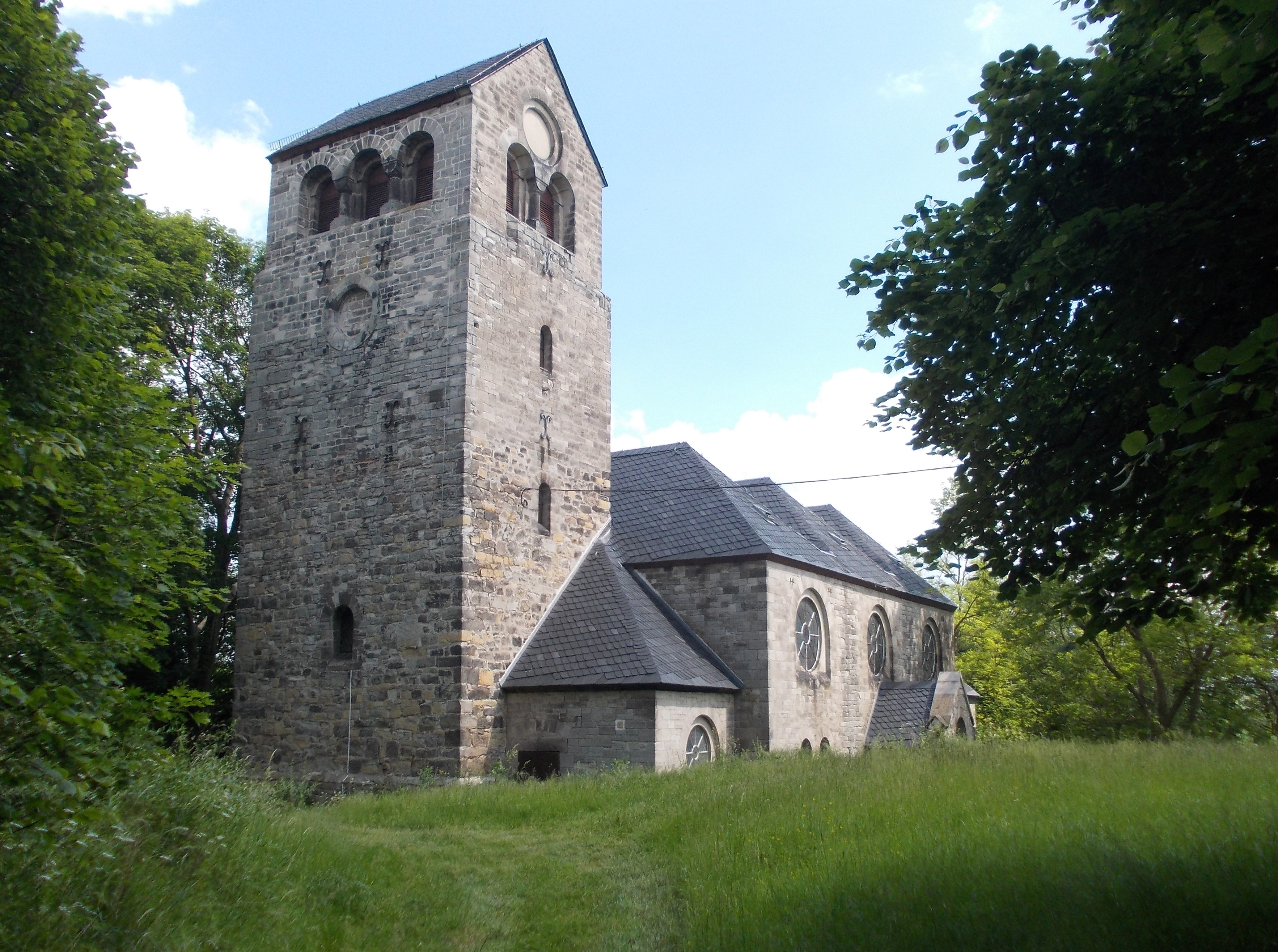
St. Peter in Müllerdorf

St. Peter ist eine denkmalgeschützte evangelische Kirche des Ortes Müllerdorf im Ortsteil Zappendorf der Einheitsgemeinde Salzatal in Sachsen-Anhalt. Im örtlichen Denkmalverzeichnis ist sie unter der Erfassungsnummer 094 55408 als Baudenkmal verzeichnet. Sie gehört zum Pfarrbereich Schochwitz im Kirchenkreis Halle-Saalkreis der Evangelischen Kirche in Mitteldeutschland.
Das Simon Petrus geweihte Sakralgebäude befindet sich in der Straße Kirchberg in Müllerdorf. Der ursprüngliche Kirchenbau entstand während des Hochmittelalters. Um das Jahr 1898 wurde die Kirche nach einem Brand neu aufgebaut und erhielt so ihr heutiges neoromanische Aussehen. Der Kirchturm ist zum Großteil noch im romanischen Baustil erhalten geblieben. Eine 1898 aufgesetzte Turmspitze fiel um 1970 einem Brand zum Opfer und wurde durch das heutige flache Satteldach ersetzt.

## Architektur und Ausstattung

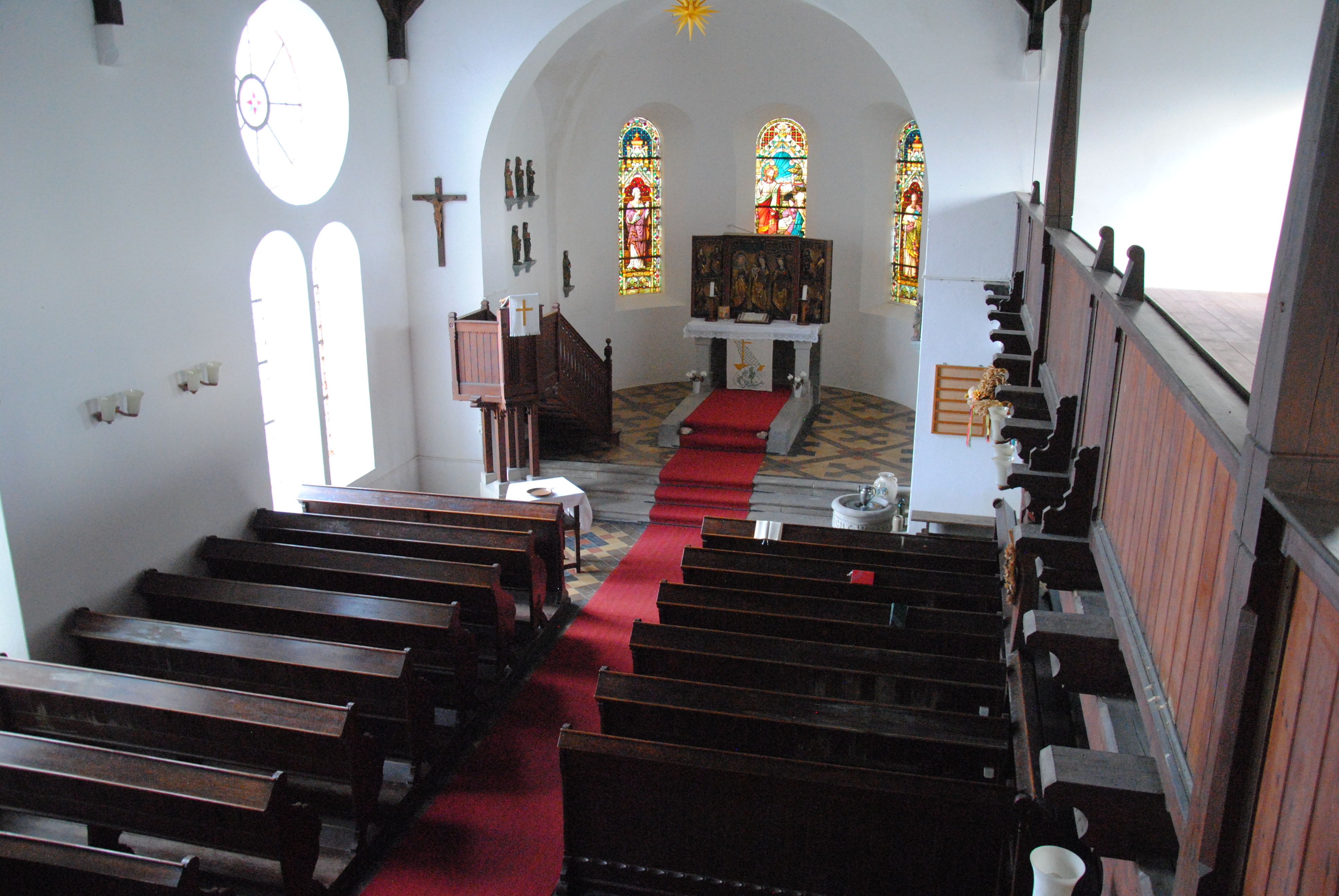
Blick ins Innere der Kirche

Die Kirche ist als Saalkirche mit halbrunder Apsis und breitem Westquerturm ausgeführt und zeigt ein schlichtes, neoromanisches Äußeres. Das Innere zeigt sich ebenfalls schlicht, wird von einer holzsichtigen Empore L-förmig umfasst, ist ansonsten weiß gehalten, sodass die dunkel gebeizten Holzelemente umso wirkungsvoller hervortreten. Der gotische Altar stammt aus der heute ruinösen Kirche St. Georg in Gödewitz, er zeigt in seinem Mittelfeld u. a. die Jungfrau Maria mit Kind. Die seitlich in der Apsis angebrachten Figurinen stammen vom ehemaligen Altar der Kirche Müllerdorf, der heute nicht mehr vorhanden ist.
Die Orgel schuf Wilhelm Rühlmann 1898 als Op. 207 hinter einem flachen, neogotischen Prospekt. Das für den Raum recht klein disponierte Instrument besitzt zehn Register auf einem Manual und Pedal auf pneumatischen Kegelladen. 2005 wurde die Orgel fachgerecht saniert und erfreut den Spieler mit einem frischen, starken, aber von Härten freien Klang.

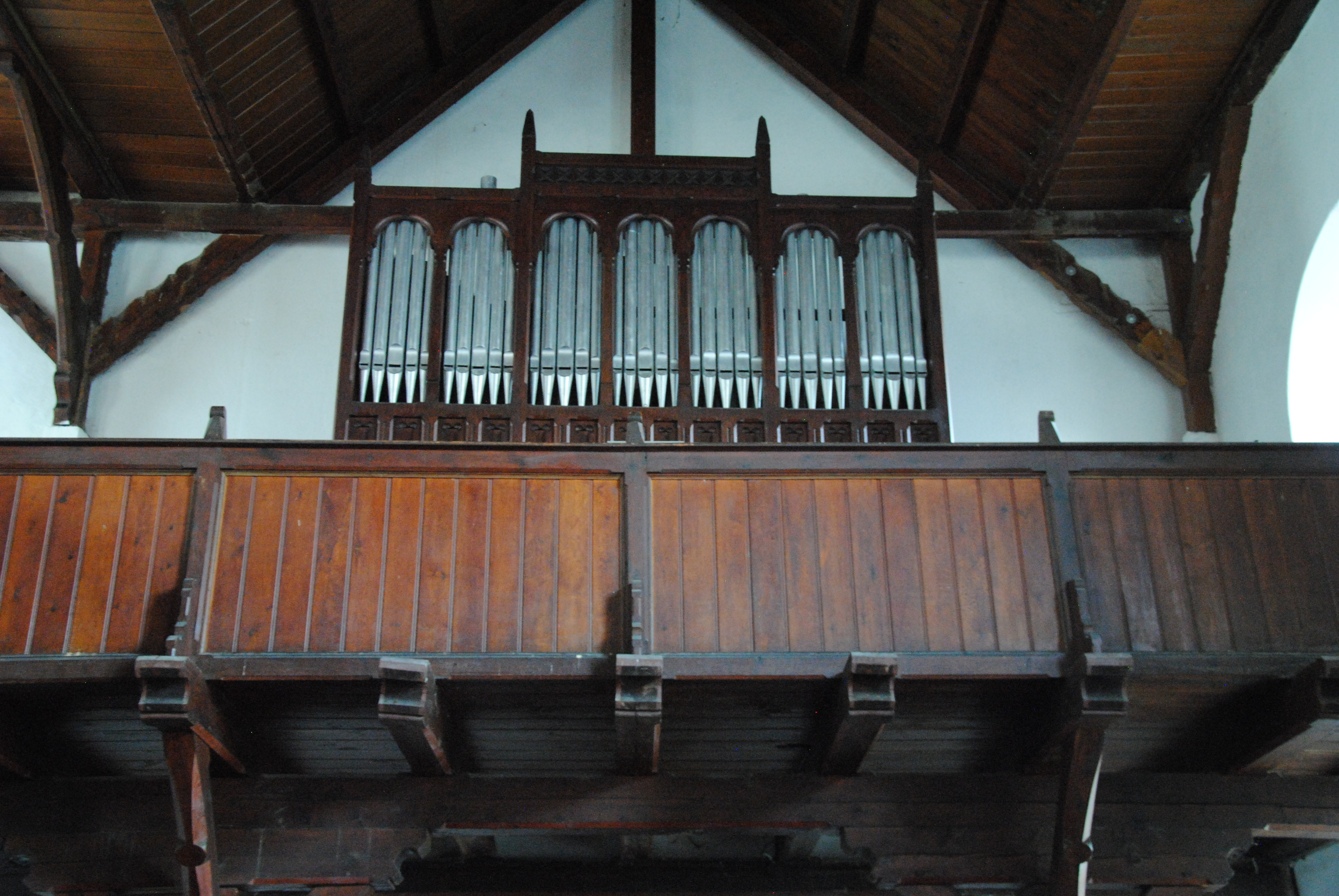
Blick zur Rühlmann-Orgel

Der Turm trägt zwei Glocken, eine bis auf Pilgerzeichen völlig schmucklos aus gotischer Zeit, und eine von Ulrich&Weule gegossene Eisenhartgussglocke. Beide Instrumente läuten an geraden Jochen, angetrieben von Linearmotoren. 